# 蝶恋花·答李淑一

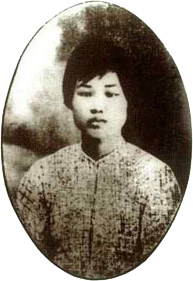
词中的“骄杨”，作者毛泽东的亡妻杨开慧

《蝶恋花·答李淑一》是毛泽东作于1957年5月11日的一首词，词中毛泽东以浪漫主义手法歌颂了为国赴死的先烈，与李淑一共同缅怀了自己的革命伴侣。词首一句“我失骄杨君失柳”中的“骄杨”即指毛泽东的妻子杨开慧，而“柳”则是指李淑一的丈夫柳直荀。
蝶恋花为词牌名，原题为“游仙”，后改为“赠李淑一”，1963年《毛主席诗词》出版时，最终改为“答李淑一”。该词最早1958年1月1日发表于湖南师范学院院刊《湖南师院》，之后《文汇报》《人民日报》《诗刊》等相继转载，使该词迅速广为人知。

## 相关背景
李淑一是毛泽东亡妻杨开慧早年在福湘女中时的同窗好友，其丈夫柳直荀是毛泽东的好友。李淑一与柳直荀是经杨开慧介绍结识的，两人于1924年10月30日结婚。到该词创作的1957年时，杨开慧和柳直荀均已去世多年。

## 创作发表
1957年1月，毛泽东的十八首旧体诗词在《诗刊》创刊号发表。2月，在湖南长沙第十中学任教的李淑一给毛泽东写了封贺年信，信中谈了对毛泽东不久前所发表诗词的感想，并附上了自己的1933年得知丈夫去世后创作的《菩萨蛮·惊梦》请他指正，同时希望毛泽东将早年赠给杨开慧的《虞美人》一词抄赠给她。5月11日，毛泽东回复李淑一，回信中婉拒了抄赠旧词的请求，却附上了一首题为“游仙”的新词，该词就是后来所称的《蝶恋花·答李淑一》。
李淑一收到信件后，在任教的中学朗读了该词，当时正在该校实习的湖南师院中文系学生希望可以拿去发表，李淑一认为该词为私人唱和，发表需要毛泽东同意。湖南师院“十月诗社”社长张明霞给毛泽东写信，请求公开发表该词。11月25日，毛泽东给张明霞复信，同意发表该词，并将题目改为“赠李淑一”。1958年1月1日，该词在湖南师院院刊《湖南师院》元旦特刊公开发表，发表时题为“游仙（赠李淑一）”。之后，《诗刊》《人民日报》也相继刊登。1963年，人民文学出版社将该词收入《毛泽东诗词》时，征得作者毛泽东同意后将题目改为《蝶恋花·答李淑一》。

## 骄杨风波
毛泽东当时的妻子江青对毛创作该词，特别是词中用“骄杨”一词来怀念杨开慧非常不满。为此，她曾当面对毛泽东抱怨：“你怀念杨开慧，我想念唐纳！”唐纳是江青的前夫，都是上海文艺界左翼的两人曾于1936年4月至1937年5月间有过一段婚姻关系。江青还专门写信给她和唐纳的故友郑君里，请他帮忙打听唐纳在国外的地址，后来此事成为郑君里在文革遭受迫害的原因之一。

## 柳直荀之死
首句“我失骄杨君失柳”中的“柳”指的是李淑一的丈夫，毛泽东的好友柳直荀。柳直荀于1924年加入中国共产党，曾参加过南昌起义。1930年到湘鄂西革命根据地工作，曾任红军第二军团政治部主任、第三军政治部主任等职。1932年9月在湖北洪湖被害。对于柳直荀是怎么去世的，李淑一一直所知不详，1949年中国共产党取得政权后，她曾写信询问谢觉哉等知情人，但并未得到确切的答案。1963年出版的《毛主席诗词》在该词的注释中称，柳直荀为“一九三二年在湖北洪湖战役中牺牲”，也就是说是在与国民政府的战役中阵亡了。文化大革命期间，李淑一获知柳是被夏曦杀害的，但并不相信。直到一九七八年，看到第一手资料后，李淑一才确信柳直荀的确死于夏曦之手。

## 衍生作品
同很多毛泽东诗词一样，该词也有很多作曲家进行谱曲，其中赵开生谱曲的和李劫夫谱曲的堪称毛泽东诗词歌曲中的经典。